# Javier Saldaña Almazán
Javier Saldaña Almazán es un abogado y político mexicano. Es rector de la Universidad Autónoma de Guerrero y fue rector de la misma en los periodos 2013-2017 y 2017-2021. Tomó protesta como rector reelecto ante el Consejo Universitario el seis de abril del 2017 luego de ratificarse los resultados electores donde obtuvo el 67% de la votación universitaria, equivalente a 41 mil 439 votos. El proyecto que encabeza es la continuación del modelo Universidad-Pueblo implementado por los ex-rectores Rosalío Wences Reza y Ascencio Villegas Arrizón.

## Estudios
Es licenciado en Derecho por la Escuela Superior de Ciencias Sociales de la Universidad Autónoma de Guerrero en el periodo de  1990-1995. Obtuvo una maestría en Administración por el Département Des Sciences Administratives de la Université du Québec gracias al convenio UQAM-UAG estudiando de 1996 a 1998. 
Además de obtener un doctorado en Comunicación Social por la Universidad de La Habana-Universidad Autónoma de Guerrero de 2010 a 2012 y algunos diplomados en Informática Gerencial, Tecnología de la Información Aplicada a la Educación, XI Diplomado de Investigación en Epidemiología Clínica. Universidad Autónoma de Guerrero-Instituto Mexicano del Seguro Social. 28 de marzo-13 de diciembre de 2003. 288 horas y XII Diplomado de Investigación en Epidemiología Clínica.

## Cargos
Ha trabajado en la UAGro desde el 13 de octubre de 1992, en cargos como: Delegado Sindical de la Unidad Académica CIET ante el Consejo General de Representantes (C.G.R.); gestor de Cédulas Profesionales de la Maestría en Ciencias Médicas y Doctorado en Epidemiología, del Centro de Investigación de Enfermedades Tropicales de la Universidad Autónoma de Guerrero; Coordinador del Cuerpo Académico “Epidemiología Clínica y Biotecnología Aplicada”; integrante de la Comisión Negociadora del Sindicato por parte del Consejo General de Huelga; director general de Planeación y Evaluación Institucional; e integrante de la Comisión que conformara la Comisión Mixta de Becas de la Dirección General de Planeación y Evaluación Institucional.

### Primer rectorado
Después de haber ganado las elecciones como único candidato a rector para el cargo del 6 de abril de 2013 al 6 de abril de 2017, el Consejo Universitario de la Universidad Autónoma de Guerrero (UAG) entregó la constancia de mayoría al rector electo, Javier Saldaña Almazán, luego de que la Comisión Electoral avaló las elecciones del 26 de febrero, resultando electo el 27 de febrero de 2013.
El Consejo Universitario avaló las votaciones que dieron el triunfo de Saldaña Almazán, con 21 mil 16 votos a favor del candidato único, lo que representa 39 por ciento de la votación, hubo 3 mil 000 abstenciones, lo que representó 3.15 por ciento de la votación; se anularon mil 27 votos, es decir, 1.85 por ciento. En total, se informó, hubo 5 mil 473 votos emitidos de un total de 1 mil 489 empadronados. La toma de posesión del rector electo fue el 6 de abril en el auditorio Sentimientos de la Nación.

## Docencia
Ha sido profesor de la Maestría en Administración en la Unidad de Estudios de Posgrado e Investigación (UEPI) en 1998, profesor de la Maestría en Ciencias Médicas en el Centro de Investigación de Enfermedades Tropicales (CIET) de 2001 a 2005 y profesor de la Unidad Académica de Enfermería No.3. en Ometepec de 2002 a 2004.